# Mosonmagyaróvári kistérség

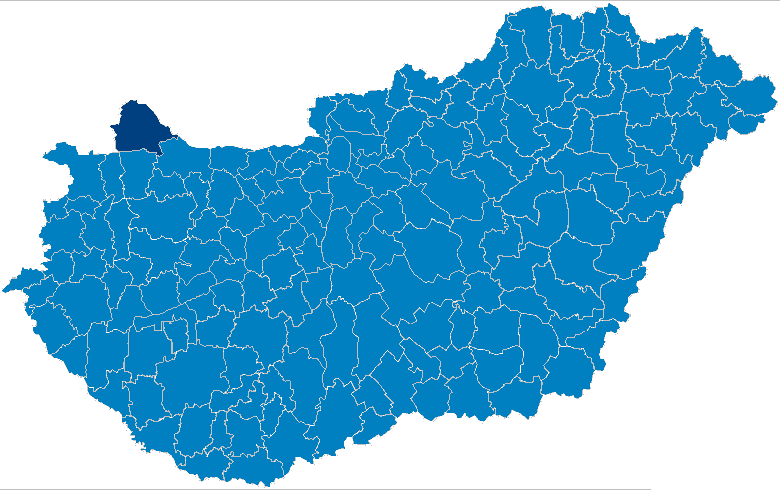
A Mosonmagyaróvári kistérség

A Mosonmagyaróvári kistérség egy kistérség volt Győr-Moson-Sopron megyében, központja Mosonmagyaróvár volt. 2014-ben az összes többi kistérséggel együtt megszűnt.

## Települései
| Ásványráró       | Bezenye      | Darnózseli  | Dunakiliti | Dunaremete      |
| Dunasziget       | Feketeerdő   | Halászi     | Hédervár   | Hegyeshalom     |
| Jánossomorja     | Károlyháza   | Kimle       | Kisbodak   | Lébény          |
| Levél            | Lipót        | Máriakálnok | Mecsér     | Mosonmagyaróvár |
| Mosonszentmiklós | Mosonszolnok | Mosonudvar  | Püski      | Rajka           |
| Újrónafő         | Várbalog     |             |            |                 |

## Története
Az I. István alapította Moson vármegye Trianonig élvezte önállóságát. Ekkor 57 községéből 28-at csatoltak el (a magyaróvári járásból 2-t, a rajkai járásból 7-t, a nezsideri járásból 19-t). Területének 50,28%-át csatolták Ausztriához, mintegy 1000 km²-t. A megmaradt községeket egyetlen járásba, a magyaróváriba tömörítették, a megyetöredéket Győr vármegyéhez csatolták.